# دوري البطولة الإنجليزية 1946
دوري البطولة الإنجليزية 1946 (بالفنلندية: Jalkapallon suomenmestaruuskilpailut 1946) هو الموسم 37 من دوري البطولة الإنجليزية ‏. أشرف على تنظيمه اتحاد فنلندا لكرة القدم، وكان عدد الأندية المشاركة فيه 8، وفاز فيه Vasa IFK ‏.